# Gumbade-i-Paim
Gumbade Paim (Gumbad-i-Pā'īn ou Gumbad-e-Pā'īn) é uma cidade do Afeganistão, localizada na província de Badaquexão.